# Cyperus sandwicensis
Cyperus sandwicensis är en halvgräsart som beskrevs av Georg Kükenthal. Cyperus sandwicensis ingår i släktet papyrusar, och familjen halvgräs.
Artens utbredningsområde är Hawaii. Inga underarter finns listade i Catalogue of Life.